# Kvalifikace na olympijský turnaj v ledním hokeji
Kvalifikace na olympijský turnaj v ledním hokeji je systém turnajů pořádaných před zimními olympijskými hrami, který má určit část účastníků turnaje. 
Kvalifikace se začala pořádat před ZOH 1956, kdy se utkaly reprezentace SRN a NDR o právo reprezentovat „Společné německé družstvo (SND)“. To se opakovalo i před ZOH 1960 a 1964. Před ZOH 1964 se přihlásilo více než 16 zemí a poprvé se musela hrát olympijská kvalifikace. Na ZOH 1968, 1972 a 1976 se konala kvalifikace v rámci olympijského turnaje. Od ZOH 1984 se začala olympijská kvalifikace pořádat pravidelně před ZOH. 
Na ZOH 1998 byl do olympijského programu zařazen i ženský hokej, zatím bez olympijské kvalifikace. Ta byla poprvé uspořádaná před ZOH 2002. 

## Přehled postupujících na olympijský turnaj – muži
| Rok  | Postupující | Postupující | Postupující | Postupující | Postupující |
| ---- | ----------- | ----------- | ----------- | ----------- | ----------- |
| 1956 | SRN         |             |             |             |             |
| 1960 | SRN         |             |             |             |             |
| 1964 | SRN         | Japonsko    | Maďarsko    | Jugoslávie  | Itálie      |
| 1984 | Norsko      |             |             |             |             |
| 1988 | Francie     |             |             |             |             |
| 1992 | Polsko      |             |             |             |             |
| 1994 | Slovensko   |             |             |             |             |
| 1998 | Bělorusko   | Kazachstán  | Rakousko    | Německo     | Slovensko   |
| 2002 | Bělorusko   | Ukrajina    | Lotyšsko    | Francie     | Rakousko    |
| 2006 | Švýcarsko   | Lotyšsko    | Kazachstán  |             |             |
| 2010 | Německo     | Lotyšsko    | Norsko      |             |             |
| 2014 | Rakousko    | Lotyšsko    | Slovinsko   |             |             |

## Přehled postupujících na olympijský turnaj – ženy
| Rok  | Postupující | Postupující | Postupující | Postupující | Postupující |
| ---- | ----------- | ----------- | ----------- | ----------- | ----------- |
| 2002 | Kazachstán  | Německo     |             |             |             |
| 2006 | Rusko       | Německo     | Švýcarsko   |             |             |
| 2010 | Slovensko   | Čína        |             |             |             |
| 2014 | Japonsko    | Německo     |             |             |             |